# Cidade-jardim (teoria)

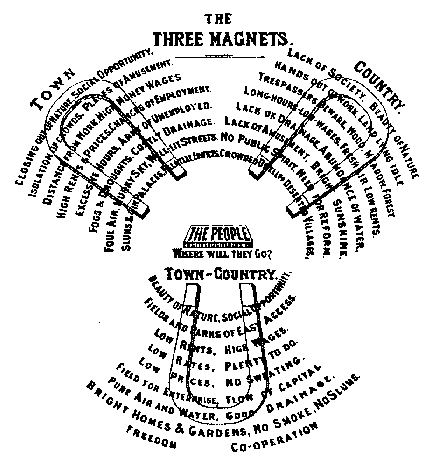
Diagrama dos 3 imãs, de Ebenezer Howard, que abordava a questão 'Pessoas: para onde elas irão?', sendo que as escolhas eram 'Cidade', 'Campo' ou 'Campo-cidade'.

A cidade jardim é um modelo de cidade concebido por Ebenezer Howard, no final do século XIX, consistindo em uma comunidade autônoma cercada por um cinturão verde num meio-termo entre campo e cidade. A ideia era aproveitar as vantagens do campo eliminando as desvantagens da grande cidade, mas nem sempre pode ser um sinônimo de ecocidade.

## História

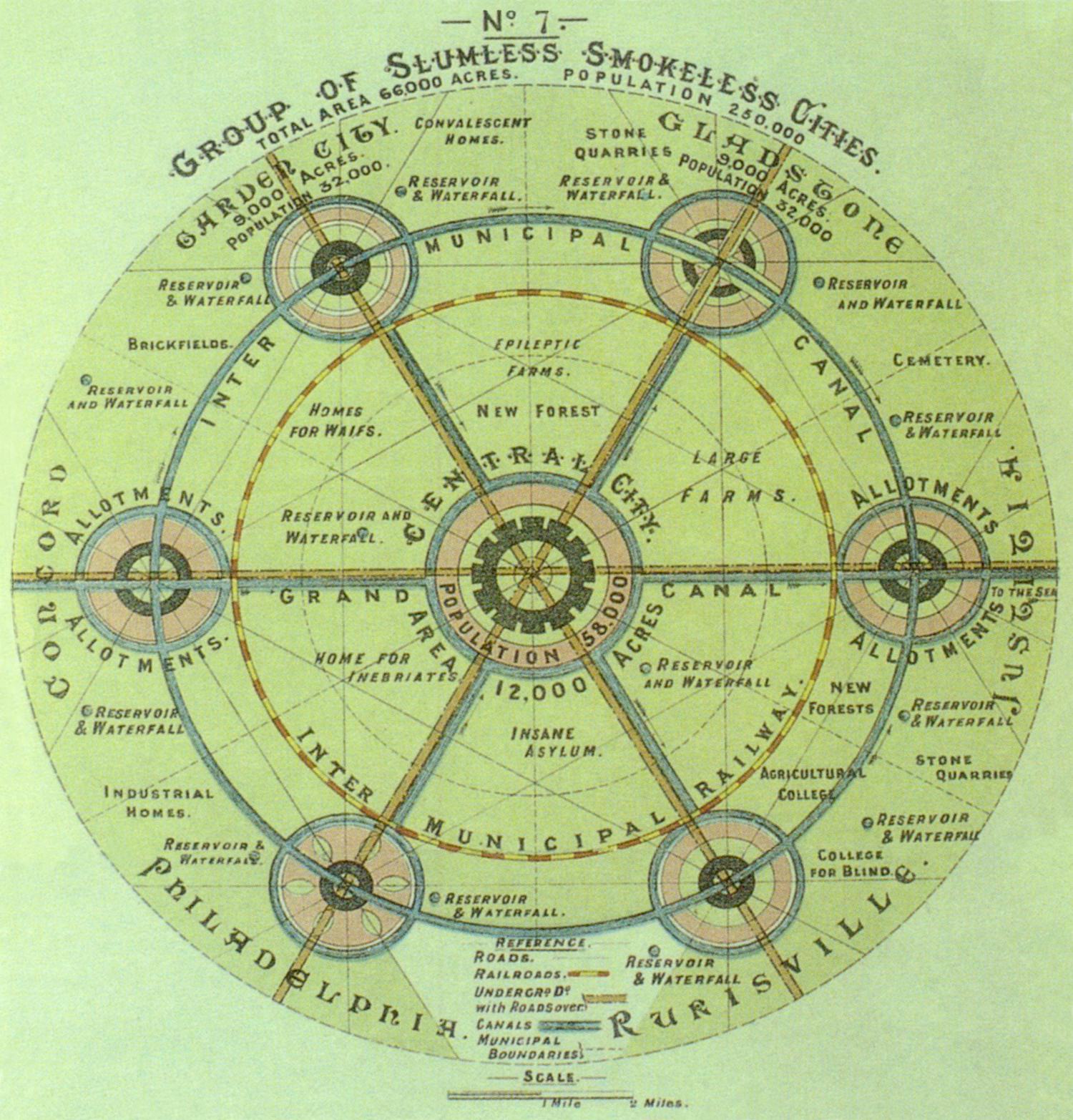
Diagrama da cidade-jardim de Ebenezer Howard de 1898.

A noção de cidade jardim foi primeiro apresentada através do livro To-morrow a Peaceful Path to Real Reform (1898), mais tarde revisado e editado como Garden Cities of Tomorrow em 1902. Em 1899 foi fundada a Garden Cities Association cujo objetivo foi o de divulgar o modelo e efetuar a sua construção.
Este movimento foi responsável pela construção de:
- Welwyn Garden City
- Stockfeld Garden City
- Letchworth Garden City

Esta filosofia influenciou Walter Burley Griffin no projeto da capital australiana Camberra e Attilio Corrêa Lima no projeto da cidade de Goiânia, capital do estado de Goiás, Brasil. Exemplo de "Cidade-Jardim" são as cidades de Maringá, Umuarama e Cianorte no estado do Paraná, idealizadas e construídas pela Companhia de Melhoramentos Norte do Paraná, uma empresa de capital britânico. 
O conceito foi ainda empregado na criação de vários bairros na cidade de São Paulo pela Companhia City, inclusive o bairro que atualmente se chama Cidade Jardim.
Em Portugal, o conceito de cidade-jardim inspirou o planeamento alguns bairros das principais cidades, com destaque para os casos dos Olivais, Serafina, Madre de Deus e Encarnação, em Lisboa, do Bairro do Marechal Gomes da Costa, no Porto, e do Bairro Norton de Matos, em Coimbra. 